# M/Y Carla III

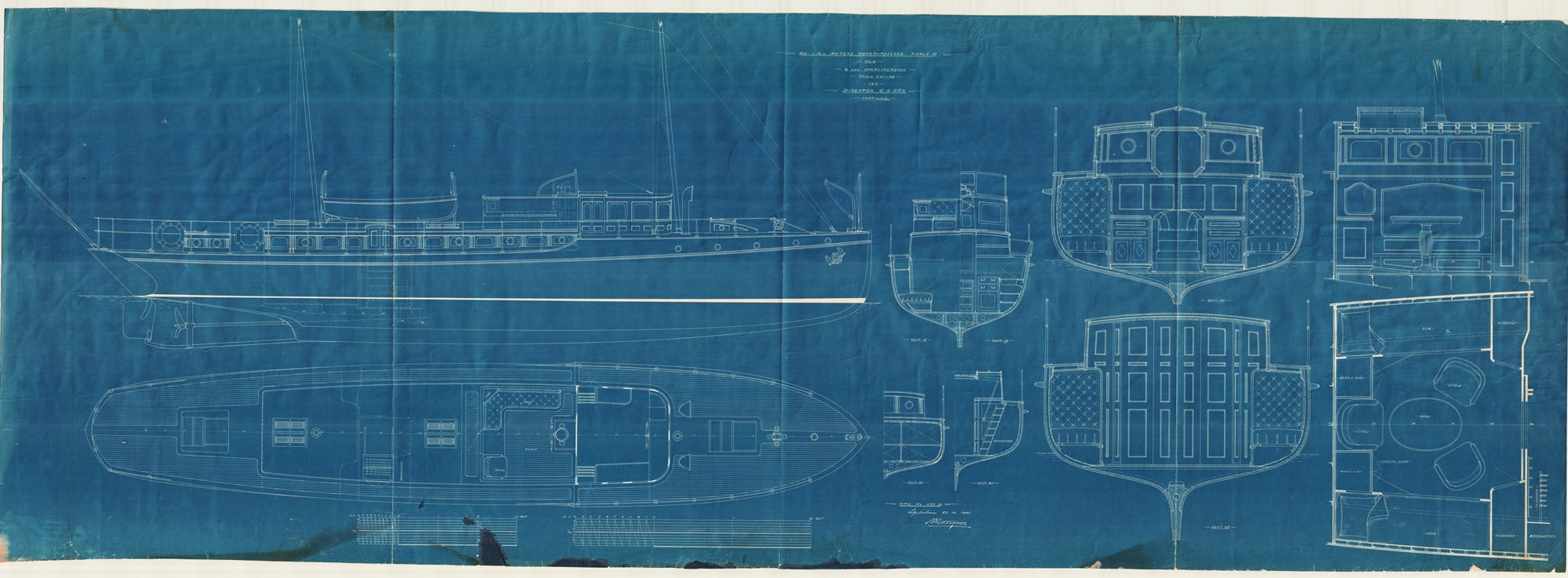
Ritning MY Carla III - 2006 35 1

M/Y Carla III är en svensk motoryacht från 1917, som ritades av Carl Gustaf Pettersson och tillverkades av Bröderna Larssons varv och mekaniska verkstad i Kristinehamn.
Fartyget som beställdes av direktör Carl A. Eck i Göteborg 1915 var vid sin sjösättning 1917 Skandinaviens modernaste och största salongskryssare byggd i mahogny. Den var då utrustad med en 75 hk stirlingmotor. Carla III har sedan dess moderniserats och renoverats i omgångar. En totalrenovering genomfördes i slutet av 1980-talet.
Carla III är k-märkt.